# Sikorsky Firefly
Sikorsky Firefly je bil prototip lahkega električnega helikopterja ameriškega proizvajalca Sikorsky Aircraft, ki naj bi postal prvi delujoči električni helikopter na svetu. Firefly je modificiran Sikorsky S-300C, namesto batnega motorja ima električni motor in litij-ionsko baterijo. Helikoter bi po načrtih lahko prevažal samo pilota, čas letenja bi znašal 12-15 minut in največja hitrost 80 vozlov.
Uporabili so električni motor z velikim izkoristkom, električni tok sta zagotavljali dve bateriji s skupno 300 celic in proizvedli napetost 370 voltov. Električni motor je deloval s precej manjšim hrupom, zmanjšanimi emisijami, manjšimi vibracijami in naj bi potreboval manj vzdrževanja. Če bi se pokvaril motor, bi lahko helikopter pristal z avtorotacijo.
Sikorsky je oznanil helikopter na Farnborough International Air Show leta 2010 in ga predstavil na Experimental Aircraft Association's AirVenture 2010 v Oshkoshu (brez poleta). Prvi let naj bi bil leta 2010 ali 2011, vendar je Sikorsky prehitelo francosko podjetje Solution F, ki je avgusta 2011 izvedlo prvi uspešen polet električnega helikopterja. Projekt Firefly je bil kasneje ukinjen.